# Abadengo
Abadengo es una de las diferentes especies de señorío que antiguamente se conocieron en los pueblos de España. 
Se originaba por la gracia o merced de algún pueblo que concedía el rey u otro señor a un convento o monasterio, quedando desde entonces el pueblo a estar bajo su jurisdicción, y reconociéndole por señor. De esta clase fue la que dispensó el rey Alfonso VII al insigne monasterio y parroquia de San Martín de Madrid, en el año de 1126, según refiere fray Prudencio de Sandoval en las adiciones a la crónica del referido monarca, concediendo en su privilegio al abad y convento la facultad de que admitiesen en su barrio varios vecinos para su población y asimismo la jurisdicción y vasallaje con otras prerrogativas dignas de leerse.
Igualmente se llamaba pueblo abadengo a aquel a quien los mismos monasterios concedían sus propias tierras y términos para que diversas personas particulares construyesen en un punto dado sus habitaciones y aumentasen la portación, por cuyo beneficio venían obligados estos nuevos vecinos a reconocer su señorío prestándoles en su virtud algún tributo o aquel en que mutuamente se habían convenido y obligado.